# Palaeogrus
Palaeogrus — викопний рід птахів родини журавлевих (Gruidae). Рід існував з середнього еоцену по міоцен в Європі. Відомий по нечисленних викопних рештках нижніх кінцівок, що знайдені у Франції, Італії, Великій Британії та Німеччині. Також у німецьких Альпах знайдено декілька фрагментів скам'янілих слідів цього птаха.